# Campeonato Mundial de Natación en Aguas Abiertas de 2006
El X Campeonato Mundial de Natación en Aguas Abiertas se celebró en Nápoles (Italia) entre el 29 de agosto y el 3 de septiembre de 2006. Fue organizado por la Federación Internacional de Natación (FINA) y la Federación Italiana de Natación. Participaron un total de 98 nadadores representantes de 29 federaciones nacionales.

## Resultados

### Masculino
| Evento        | Oro                                    | Plata                                     | Bronce                              |
| ------------- | -------------------------------------- | ----------------------------------------- | ----------------------------------- |
| 5 km (29.08)  | Thomas Lurz · Alemania · 1:04:32,3     | Charles Peterson Estados Unidos 1:04:32,7 | Simone Ercoli · Italia · 1:04:35,9  |
| 10 km (01.09) | Thomas Lurz · Alemania · 1:10:39,4     | Valerio Cleri · Italia · 1:10:40,5        | Evgeni Drattsev · Rusia · 1:10:40,7 |
| 25 km (03.09) | Josh Santacaterina Australia 5:47:34,1 | Yuri Kudinov · Rusia · 5:48:56,9          | Petar Stoichev Bulgaria 5:49:00,2   |

### Femenino
| Evento        | Oro                                  | Plata                                | Bronce                               |
| ------------- | ------------------------------------ | ------------------------------------ | ------------------------------------ |
| 5 km (29.09)  | Larisa Ilchenko · Rusia · 1:08:19,7  | Poliana Okimoto · Brasil · 1:08:27,6 | Britta Kamrau · Alemania · 1:08:46,3 |
| 10 km (31.09) | Larisa Ilchenko · Rusia · 2:19:49,9  | Poliana Okimoto · Brasil · 2:19:59,3 | Xenia Popova · Rusia · 2:19:59,8     |
| 25 km (02.03) | Angela Maurer · Alemania · 6:22:46,9 | Natalia Pankina · Rusia · 6:22:47,8  | Xenia Popova · Rusia · 6:22:51,3     |

## Medallero
| Núm. | País           | Oro | Plata | Bronce | Total |
| ---- | -------------- | --- | ----- | ------ | ----- |
| 1    | Alemania       | 3   | 0     | 1      | 4     |
| 2    | Rusia          | 2   | 2     | 3      | 7     |
| 3    | Australia      | 1   | 0     | 0      | 1     |
| 4    | Brasil         | 0   | 2     | 0      | 2     |
| 5    | Italia         | 0   | 1     | 1      | 2     |
| 6    | Estados Unidos | 0   | 1     | 0      | 1     |
| 7    | Bulgaria       | 0   | 0     | 1      | 1     |

- Datos: Q1454869